# D2 (videogioco)
D2 (Ｄの食卓2?, Dī no Shokutaku Tsū) è un videogioco survival horror sviluppato da WARP e pubblicato da SEGA in esclusiva per Dreamcast.
Interamente scritto e diretto da Kenji Eno (che ha curato anche la colonna sonora), è il terzo capitolo della trilogia D, assieme a D ed Enemy Zero. Anche qui compare l'attrice digitale Laura e, come già avvenuto in precedenza, la trama non presenta alcuna correlazione con gli altri giochi della serie.
Contrariamente ai suoi predecessori, D2 non è mai uscito per il mercato europeo, né è mai stato convertito per Microsoft Windows.

## Trama
25 dicembre, 2000. Un aereo passeggeri sta sorvolando le montagne del Canada. Una giovane donna di nome Laura Parton, dopo essersi svegliata all'improvviso, fa la conoscenza di David, un uomo dai modi gentili seduto poco distante da lei, che le restituisce uno specchio portatile cadutole per sbaglio sul pavimento.
Nel frattempo, una misteriosa figura incappucciata agita le mani su di una sfera, pronunciando ossessivamente il nome di "Shadow, il distruttore finale". Proprio durante l'invocazione, due uomini si alzano in piedi e, minacciando i passeggeri con dei mitra, li intimano di celebrare la venuta della misteriosa entità.
David, dopo aver notato lo specchio illuminarsi di una luce azzurrina, lo apre, scoprendo così che un meteorite sta per colpire l'aereo. Nonostante lui e Laura cerchino di fuggire, l'impatto è inevitabile e il velivolo finisce per precipitare tra le montagne.
Quando Laura si sveglia (in preda a una lieve amnesia) scopre di trovarsi in una baita insieme a Kimberly Fox, una donna dal passato travagliato che viaggiava sul suo stesso volo. Mentre la informa sugli ultimi avvenimenti (sono passati ben 10 giorni dal disastro aereo), le due vengono aggredite da uno dei terroristi che, dopo aver fatto irruzione nella baita, si trasforma sotto i loro occhi in una creatura dall'aspetto di una pianta. Kimberly, che sta per fare fuoco sull'aberrazione, viene ghermita ed è costretta ad ingoiare uno dei tentacoli del mostro.
Sia Kimberly che Laura vengono salvate da Parker, un altro dei passeggeri sopravvissuti che, dopo aver messo in fuga la creatura, spiega loro cosa sta succedendo: nella zona in cui si trovano sta circolando una terrificante infezione, in grado di trasformare chiunque ne venga a contatto in un essere mostruoso dotato di appendici simil-vegetali. La parte più preoccupante della faccenda consiste nel fatto che, nonostante le fattezze ancora normali della vittima, la mutazione potrebbe essere in procinto di avvenire o in parte già avvenuta, e che l'unico modo per capire se qualcuno è ancora umano o no è esaminare il colore del suo sangue. Parker viene infine cacciato via da una diffidente e aggressiva Kimberly.
Sarà compito di Laura dipanare i misteri legati alle inquietanti trasformazioni e ad un'imminente fine del mondo, che la condurranno a confrontarsi con eventi sempre più grotteschi, surreali e spaventosi, fino allo scontro finale con Shadow.

## Modalità di gioco
Il gameplay di D2 è costituito da una struttura tripartita. I comandi e la visuale, infatti, cambiano a seconda che ci si trovi in un interno, nel mondo esterno o alle prese con un combattimento.
Nel primo caso, il giocatore potrà muovere Laura su di un percorso prestabilito, in modo molto simile a come avveniva in D. Nel caso il volto di Laura intercetti un personaggio o un oggetto di particolare interesse, sarà possibile interagirci premendo il tasto A del gamepad. Se si muove lo stick tenendo premuto il pulsante Y, Laura potrà guardarsi intorno e scorgere eventuali oggetti nascosti.
Una volta all'esterno, la visuale passerà dalla prima alla terza persona e Laura potrà muoversi liberamente. Premendo il tasto L, sarà possibile aprire l'inventario e usare il barbecue portatile o gli spray di primo soccorso disponibili per recuperare i punti ferita persi in combattimento. Con il tasto R, si potrà invece visualizzare la lista di armi a propria disposizione con relativo numero di munizioni.
Oltre a un'illuminazione che simula gli spostamenti del sole, gli ambienti esterni di D2 presentano una fauna costituita da quattro specie: caribù, alce, lepre e pernice bianca. Il giocatore, armatosi di fucile, potrà cacciare tali animali, dotandosi così di scorte di carne utili per recuperare punti ferita durante e al di fuori dei combattimenti. È anche possibile fotografarli e visualizzare gli scatti dalla schermata di status, accessibile una volta messo il gioco in pausa. In alcuni frangenti, Laura sarà in grado di muoversi più velocemente sfruttando un gatto delle nevi. Se si gioca con una Visual Memory Unit collegata al controller, sarà possibile avvalersi di una bussola la cui direzione cambia in tempo reale.
Durante gli spostamenti, il giocatore potrebbe imbattersi casualmente in dei nemici. In questo caso, la visuale tornerà alla prima persona e spunteranno grottescamente dalla neve uno o più mostri che cominceranno ad attaccare Laura. Sarà possibile sparare con l'arma equipaggiata premendo il tasto A, mentre lo stick servirà per prendere la mira. Il volto di Laura può essere girato a destra o a sinistra attraverso la pressione dei tasti X e B. Il tasto Y è adibito alla ricarica manuale. Con i tasti L ed R è possibile accedere rispettivamente all'inventario e alla lista delle armi, fermando momentaneamente il combattimento. Il giocatore avrà così tutto il tempo di medicarsi e scegliere un'arma diversa da quella attualmente in uso.
I mostri in cui ci si può imbattere durante l'esplorazione degli esterni sono di quattro tipi: umanoide, quadrupede, scavatore e volante. Per ciascuno di questi cambia tanto l'arma più efficace per sconfiggerli quanto il punto debole, che verrà evidenziato dalla colorazione rossa del mirino e che, una volta colpito, provocherà un maggior numero di danni. Nel caso si abbia a che fare con un boss comparirà anche una barra verde, il cui svuotamento ne comporterà l'uccisione. Stavolta, tuttavia, i danni inflitti saranno di piccolissima entità, a meno di non scovare il punto debole, solitamente ben nascosto.
Premendo il tasto Start, è possibile mettere il gioco in pausa e accedere alla schermata di status, dalla quale poter visualizzare la mappa, l'inventario, la lista delle armi, l'archivio (contenente tutti gli argomenti emersi durante i dialoghi con i personaggi), un menu con tutti i dati relativi alla caccia e le foto scattate alla fauna locale, e uno da cui poter salvare la partita o caricarla.
Il gioco è spesso intervallato da filmati molto lunghi e ricchi di dialoghi, che possono essere messi in pausa premendo Start o completamente saltati attraverso la duplice pressione del tasto B.